# Solar dos Noronhas (Ribeira Seca)

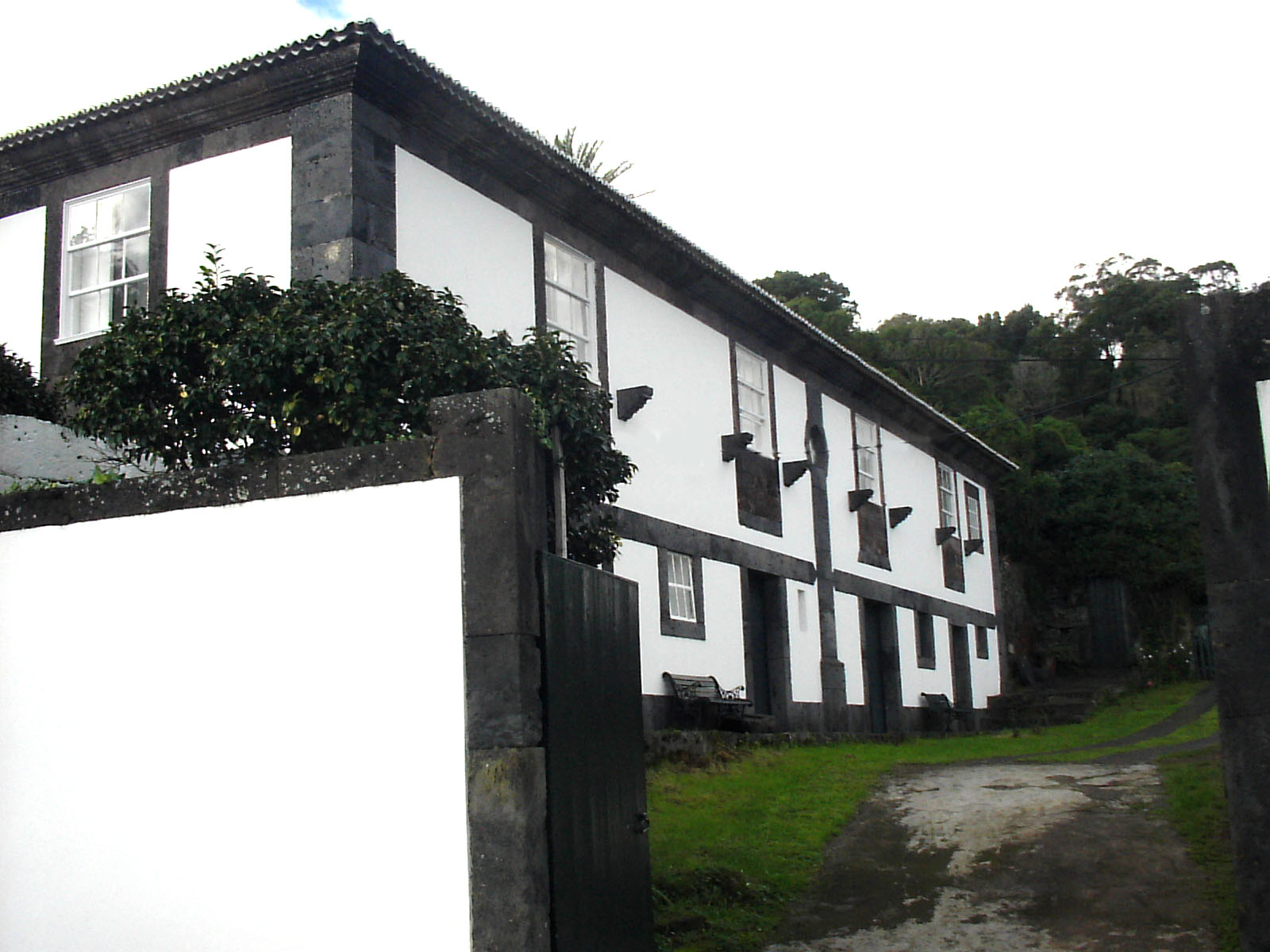
Solar da Família Noronha na ilha de São Jorge, Ribeira Seca, Calheta, ilha de São Jorge, Açores, Portugal.

O Solar dos Noronhas é um solar português localizado na freguesia da Ribeira Seca, no município da Calheta, ilha de São Jorge, arquipélago dos Açores.
O Solar dos Noronhas apresenta-se como uma imponente construção cuja fundação data do Século XVIII, mais precisamente de 1781. É este solar dotado de uma ermida anexa, a Ermida de Nossa Senhora dos Milagres, que foi edificada na mesma época, é um dos expoentes máximos do barroco na arquitectura civil da ilha de São Jorge.
Trata-se de um solar urbano que apresenta uma grande desenvoltura arquitectural e é pertença de uma das mais abastadas e influentes famílias da ilha de São Jorge do século XVIII.
O Solar dos Noronhas está classificado como Imóvel de Interesse Municipal desde 1995.